# Lazar von Hellenbach

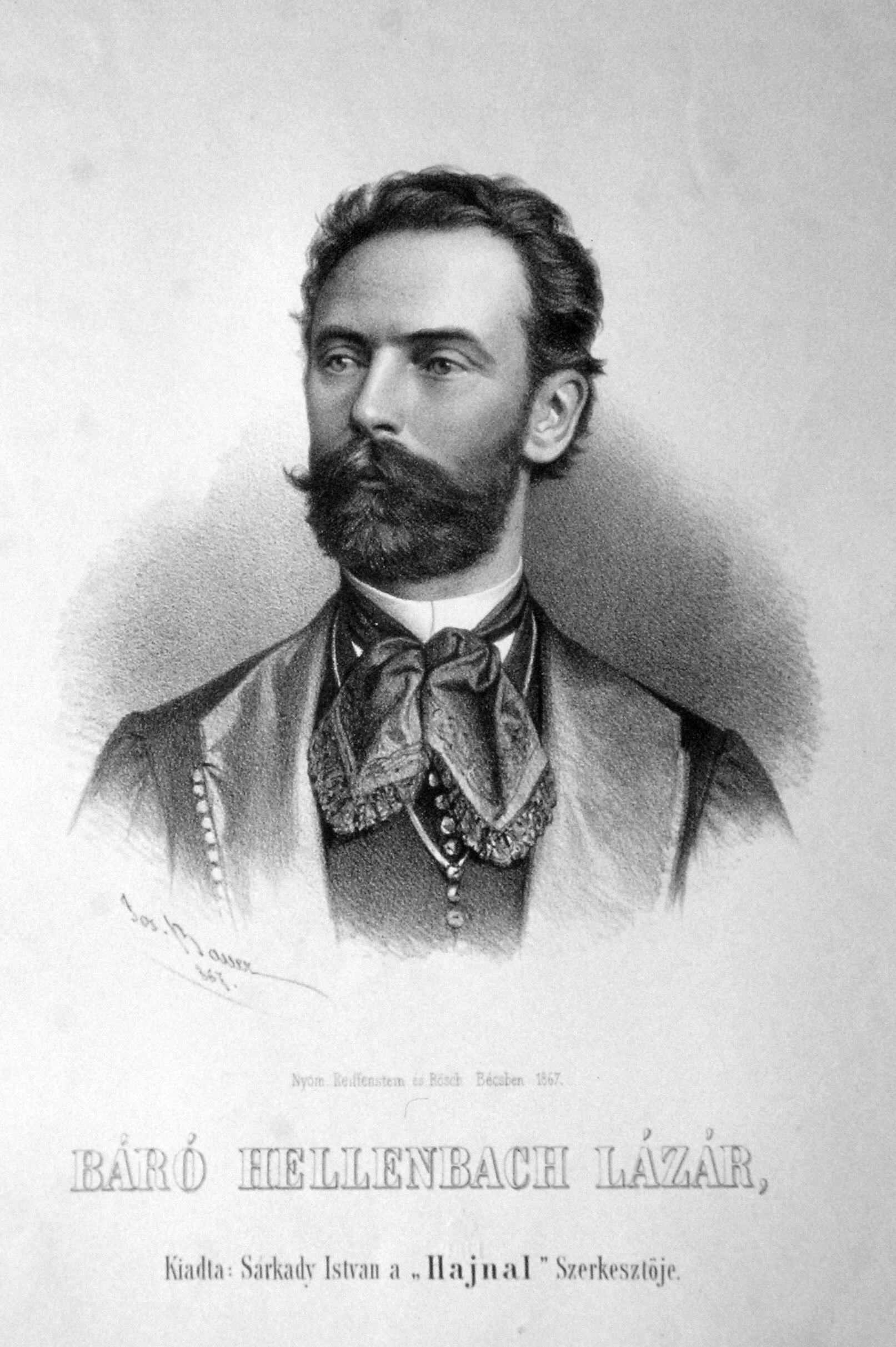
Lazar von Hellenbach, Lithographie von Josef Anton Bauer, 1867

Lazar Freiherr von Hellenbach, auch Lazar Baron von Hellenbach und Lazar Freiherr Hellenbach von Paczolay (* 3. September 1827 auf Schloss Páczolaj im Komitat Neutra; † 24. Oktober 1887 in Nizza) war ein österreichischer Politiker, philosophischer und sozialpolitischer Schriftsteller und einer der bekanntesten Okkultisten seiner Zeit. Seine Werke gelten als erster durchdachter Versuch, eine Philosophie auf der Grundlage parapsychologischer Beobachtungen zu entwickeln.

## Herkunft
Die Familie Hellenbach hieß ursprünglich Czech und stammte aus der Slowakei. Sie wurde zu Beginn des 16. Jahrhunderts erstmals erwähnt. Die Brüder Daniel und Jeremias Czech wurden 1643 in den österreichischen Reichsritterstand erhoben. 1651 erhielt die Familie das Prädikat Hellenbach, das zum Geschlechtsnamen wurde und 1702 den Reichsfreiherrenstand. Lazar war der einzige überlebende Sohn von Wilhelm von Hellenbach aus dessen Ehe mit der kroatischen Adeligen Marija Adamivić Čepinska. Wilhelm leitete ein Privatorchester, mit dem er ausgedehnte Konzertreisen unternahm. Seine Frau lebte überwiegend in Wien, wo Lazar von Hellenbach auch aufwuchs.

## Leben

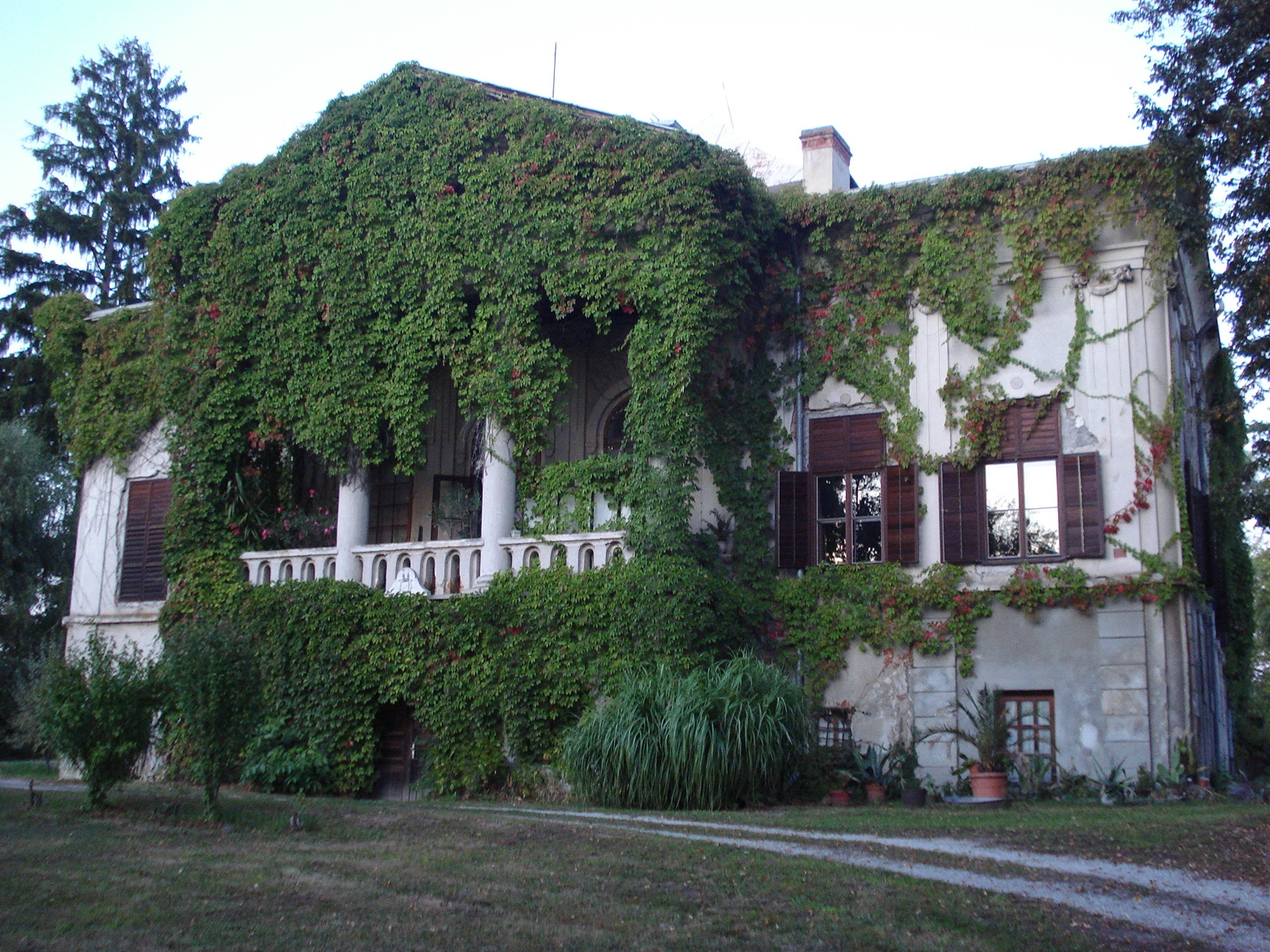
Schloss Hellenbach. Marija Bistrica (Kroatien) – Ansicht von Südwesten

Bereits 1842 begann Hellenbach ein Studium der Rechte und Kameralwissenschaft in Prag, das er 1846 abschloss. Er beschäftigte sich außerdem mit Philosophie, Naturwissenschaften und klassischer Literatur. 1848 diente er als Leutnant in einem ungarischen Regiment. Anschließend verkaufte er das Gut Paczolay und zog auf das Gut Sveta Jelena der Familie seiner Mutter in Kroatien. 1851 übernahm er die Verwaltung dieses Gutes und heiratete Klotilde Jelačić. Dadurch kam er in den Besitz eines Schlosses bei Marija Bistrica, das sich bis heute in Familienbesitz befindet und als „Schloss Hellenbach“ bekannt ist.
Zwischen 1860 und 1867 saß Hellenbach im kroatischen Landtag, wo er sich als gemäßigter Unionist und Liberaler für die Vereinigung mit Ungarn einsetzte. Enttäuscht vom kroatisch-ungarischen Ausgleich zog er sich 1868 aus der Politik zurück. Seit 1869 lebte er in Wien und widmete sich als Privatgelehrter seinen wissenschaftlichen Studien und Publikationen. Als unermüdlicher Publizist verfasste Hellenbach eine Reihe von Artikeln, Broschüren und Bücher zu wirtschaftlichen, politischen, sozialen und philosophischen Fragen. 1885 kehrte er nach Kroatien zurück. Seine letzten Essays erschienen in der theosophischen Zeitschrift Sphinx.
Hellenbach starb 1887 in Nizza angeblich an einem Hirnschlag. Seiner Enkelin Helena Hellenbach jedoch zufolge nahm er sich das Leben, nachdem er im Vertrauen auf sein sicheres Zahlensystem im Casino von Monte Carlo sein Vermögen verspielt hatte.

## Philosophie

Lazar Freiherr von Hellenbach (ca. 1898)

Nach Ansicht der Philosophin Olga Plümacher war Hellenbach ein regelrechter Schopenhauerianer. Er übernahm dessen dynamische Auffassung der Materie und grenzte Seele und Bewusstsein stark voneinander ab. Letzteres betrachtete er als Hirnfunktion, die mit dem Tod sterbe. Der Seele sprach er hingegen transzendentale Eigenschaften zu, die sie den physischen Tod des Menschen überleben lasse.

„Die Seele ist nichts Einfaches, nichts Immaterielles, nichts metaphysisches; was sie sonst ist, woher sie kommt, wie sie entsteht, das wissen wir nicht, schon weil wir es nie begreifen könnten. Wir müssen uns damit begnügen zu wissen, dass der Mensch die zeitliche Erscheinungsform einer Seele sei, welche wenn vielleicht auch keine ewige, so doch eine unser Fassungsvermögen übersteigend lange und andersartige Existenz habe.“

Als Beleg seiner Auffassung führte Hellenbach die Existenz spiritistischer Phänomene an. Er entwickelte eine Theorie, wonach die Seele ein „Metaorganismus“ zwischen physischem Leib und geistigem Ich sei, der in einer vier- oder nulldimensionalen Sphäre unsterblich sei und sich auf Grund der Erlebnisse in seiner Verkörperung entwickele. Geburt und Tod schienen ihm lediglich Wechsel der Anschauungsform zu sein. Die Lehre von einer „vierten Dimension“ des Raumes hatte Hellenbach von dem Astrophysiker Karl Friedrich Zöllner übernommen, mit dem er befreundet war. Er erklärte damit paranormale Fähigkeiten und Erscheinungen wie Hellsehen, Telepathie oder Gedankenübertragung. Mit seiner Philosophie beeinflusste er vor allem Carl du Prel, der von ihm die Vorstellung eines „transzendentalen Subjekts“ übernahm. Aus der transzendentalen Natur des Menschen leitete Hellenbach wiederum seine Ethik ab.
Politisch sympathisierte Hellenbach mit liberalen und sozialistischen Vorstellungen. Er bekannte sich selbst zu einem „Socialismus der 'Zukunft'“, der aber weder von unten noch von oben oktroyiert werden dürfe. In seiner Novelle Die Insel Mellonta schilderte er im Stile Jules Vernes und orientiert an den Utopien Charles Fouriers eine vorurteilsfreie Gesellschaft. 1883 veröffentlichte er eine Replik auf Eugen Dührings Werk Die Judenfrage (1881). Hellenbach kritisierte dabei den Antisemitismus, indem er angebliche jüdische Eigenschaften durch die Umstände erklärte, unter denen Juden leben müssten. Gleichzeitig, darauf weist Ulrich E. Bach hin, nahm er damit antisemitische Stereotype als Tatsachen an und charakterisierte beispielsweise Juden als nomadische Außenseiter. Auf Grund malthusianischer und sozialdarwinistischer Überlegungen sprach sich Hellenbach außerdem unter bestimmten Umständen für Euthanasie aus, um Überbevölkerung zu verhindern.

„…wenn der Staat in einem allgemeinen Gebärhause ein neugebornes, jedes Bewusstseins entbehrendes Kind, in der humansten Rücksicht für die Menschheit und das Kind selbst, durch Cyankali, Chloroform, Kälte oder irgend welche Gase gar nicht zum Leben gelangen lässt, so unterscheidet sich dieser Vorgang von den andern und den Malthus'schen Hemmnissen durch nichts als durch seine Humanität. […] wodurch und wann der Fötus aufhört Material zu sein, ist noch nicht endgültig sichergestellt und gehört nicht hierher; hier steht nur in Frage, ob man den Vernichtungsprocess auf humane und rationelle Weise selbst in die Hand nehmen, oder ihn auf grausame und gemeinschädliche Weise dem Kampfe ums Dasein überlassen soll.
[…]
Ja wohl, meine Herren Oekonomen und Gesetzgeber, da hilft kein Schweifwedeln! Ihr kommt aus diesem Dilemma nicht heraus, entweder müsst ihr die Production vermehren und die gesellschaftliche Organisation verbessern oder Ihr müsst auf schmerzlose Weise das Leben vernichten und dabei die Auslese des Besseren auf humanere und rationellere Weise vollziehen, als der Kampf ums tägliche Brod, der nicht die gerechten, gleichen Chancen hat, wie der Kampf um's Dasein in der Natur.“

Hellenbach wird deshalb ambivalent beurteilt. Udo Benzenhöfer sieht in Hellenbachs Plädoyer für die Freigabe der Tötung unheilbar Kranker auf Verlangen einen Einfluss auf Adolf Jost und dessen Schrift Das Recht auf den Tod (1895).  Helmut Zander gilt Hellenbach als Beispiel dafür, dass „der“ Okkultismus nicht ohne weiteres mit völkischen Vorstellungen identifiziert werden sollte. Hellenbach sei politisch eher auf der Seite des Sozialismus zu finden.

## Spiritismus
Hellenbach war einer der prominentesten österreichischen Spiritisten seiner Zeit und setzte sich in zahlreichen philosophischen Schriften mit okkulten Phänomenen auseinander. Er vertrat dabei eine wissenschaftlich-empirische Herangehensweise im Sinne eines Allan Kardec. Seine erste Erfahrung mit einem Medium, die ihn nachhaltig beeindruckte, machte Hellenbach 1857. Er bediente sich in den folgenden Jahren zweier Frauen als Medien und kommunizierte dabei angeblich auch mit Schopenhauer. In den folgenden Jahrzehnten arbeitete Hellenbach mit und berichtete über einige der bekanntesten Medien des 19. Jahrhunderts, darunter die Baroness Adelma von Vay und Lottie Fowler. Er lud Henry Slade, Carl Hansen, William Eglinton und Harry Bastian nach Wien ein und verteidigte sie gegen Betrugsvorwürfe. Bei seinen eigenen Experimenten beobachtete er bewegte und schwebende Gegenstände, Geistererscheinungen und Levitationen.
Besonderes Aufsehen erregten aber Séancen, die Hellenbach im Februar 1884 auf Anregung des Kronprinzen Rudolf und des Erzherzogs Johann Nepomuk Salvator am Hof mit dem Medium Bastian abgehalten hatte. Die beiden Habsburger hatten sich die Entlarvung des Mediums vorgenommen. Nachdem sie während zweier Séancen nichts unternommen hatten, um das Medium in Sicherheit zu wiegen, konstruierten sie für die dritte eine „Geisterfalle“. Dazu ließen sie die Flügeltür zwischen dem Zuschauerraum und dem Raum, in welchem sich das Medium aufhielt, mit einem Schnappmechanismus verschließbar machen. Damit fingen sie das Medium bei dem Versuch, eine Geistererscheinung darzustellen. Hellenbach verteidigte sein Medium dennoch mit dem Hinweis, dieses befinde sich in Trance und habe zuvor zweifellos Geister materialisiert.

## Schriften
- Gesetze der socialen Bewegung. Versuch einer Geschichte der Menschheit. Förster [et] Bartelmus, Wien 1864.
- Eine Philosophie des gesunden Menschenverstandes. Gedanken über das Wesen der menschlichen Erscheinung. Braumüller, Wien 1876.
- Der Individualismus im Lichte der Biologie und Philosophie der Gegenwart. Braumüller, Wien 1878.
- Mr. Slade's Aufenthalt in Wien. Ein offener Brief an meine Freunde. Fischer, Wien 1878.
- Die Vorurtheile der Menschheit. Rosner, Wien 1879.
- Die Vorurteile des gemeinen Verstandes. Rosner, Wien 1880.
- Der ungarisch-kroatische Conflict. Selbstverl., Wien 1883.
- Die antisemitische Bewegung. Besser, Leipzig 1883.
- Die Logik der Tatsachen. Eine Entgegnung auf die Brochure 'Einblicke in den Spiritismus' von Erzherzog Johann. Leipzig 1884.
- Eine Philosophie des gesunden Menschenverstandes. Gedanken über das Wesen der menschlichen Erscheinung. 2. Auflage. Mutze, Leipzig 1887.
- Die Magie der Zahlen als Grundlage aller Mannigfaltigkeit und das scheinbare Fatum. 4. Auflage. O. Mutze, Leipzig 1923.
- Geburt und Tod als Wechsel der Anschauungsform oder die Doppel-Natur des Menschen. 3. Auflage. O. Mutze, Leipzig 1925.
- Die Magie der Zahlen als Grundlage aller Mannigfaltigkeit und das scheinbare Fatum. Selbstverl. d. Verfassers, Wien 1882.
- Gesetze der socialen Bewegung. : Versuch einer Geschichte der Menschheit. L. Rosner, Wien 1879.
- und Karl DuPrel: Das neunzehnte und zwanzigste Jahrhundert. Mutze, Leipzig 1893.
- Die Vorurtheile der Menschheit. 1.-3. Bd. 3. Auflage. Leipzig 1893.
- Ursache und Wirkung des nächsten Krieges. Mit besonderen Berücksichtigung den Südslaven gegenüber Oesterreich und Rußland. Wigand, Leipzig 1869.
- Metaphysik der Liebe. Eine dem schönen Geschlechte gewidmete Skizze. Ueberreuter, Wien 1875.
- Die Occupation Bosniens und deren Folgen. Fischer, Wien 1878.
- Aus dem Tagebuche eines Philosophen. Rosner, Wien 1881.
- Die neuesten Kundgebungen einer intelligiblen Welt. Rosner, Wien 1881.
- Die Insel Mellonta. Rosner, Wien 1883.
- Geburt und Tod als Wechsel der Anschauungsform oder die Doppelnatur des Menschen. Braumüller, Wien 1885.
- Die Magie der Zahlen als Grundlage aller Mannigfaltigkeit und das scheinbare Fatum. Ed. Geheimes Wissen, Graz 2009, ISBN 978-3-902640-35-2.